# In the Garden (album d'Eurythmics)
Pour l'album de Mano Solo, voir In the Garden (album de Mano Solo).
Albums de Eurythmics
Sweet Dreams (Are Made of This)
(1983)
Singles
1. Never Gonna Cry Again
Sortie : Mai 1981
2. Belinda
Sortie : Août 1981

In the Garden est le premier album studio d'Eurythmics, sorti le 16 octobre 1981.

## Liste des titres
Toutes les chansons sont écrites et composées par Annie Lennox et David A. Stewart, à l'exception de English Summer et Caveman Head, coécrites par Roger Pomphrey.
| No  | Titre                           | Durée |
| --- | ------------------------------- | ----- |
| 1.  | English Summer                  | 4:02  |
| 2.  | Belinda                         | 3:58  |
| 3.  | Take Me to Your Heart           | 3:35  |
| 4.  | She's Invisible Now             | 3:30  |
| 5.  | Your Time Will Come             | 4:34  |
| 6.  | Caveman Head                    | 3:59  |
| 7.  | Never Gonna Cry Again           | 3:05  |
| 8.  | All the Young (People of Today) | 4:14  |
| 9.  | Sing-Sing                       | 4:05  |
| 10. | Revenge                         | 4:31  |

| 11. | Le Sinistre                  | 2:44 |
| 12. | Heartbeat Heartbeat          | 2:02 |
| 13. | Never Gonna Cry Again (Live) | 4:36 |
| 14. | 4/4 in Leather (Live)        | 3:05 |
| 15. | Take Me to Your Heart (Live) | 4:57 |

## Personnel
- Annie Lennox : claviers, synthétiseurs, flûte, percussions, voix
- Dave Stewart : claviers, synthétiseurs, basse, guitare, chœurs

### Musiciens additionnels
- Clem Burke : batterie
- Holger Czukay : cor d'harmonie, cuivres
- Krista Fast : chœurs
- Robert Görl : batterie
- Jaki Liebezeit : batterie, cuivres
- Roger Pomphrey : guitare, chœurs
- Markus Stockhausen : cuivres
- Tim Wheater : saxophone